# Кар (дворянский род)
Кар — русский дворянский род.
Род внесён в VI часть родословных книг Московской и Калужской губернии.

## Происхождение и история рода
Российский род Кар — ветвь знаменитого шотландского клана Керр (Кер), от которого произошли герцоги Роксбург, маркизы и графы Лотиан и другие перы королевства Шотландии.
В 1618 г. англо-шотландский король Иаков просил царя Михаила Фёдоровича, чтобы он милостиво принял Роберта Кэра (англ. Каr), брата двух других Кэров Ивана и Томаса, удостоверяя при том, что они лорды и знатные дворяне, и в 1625 г. была дана от царя «иноземцу Шкоцкие земли Томасу Иванову Кэру» жалованная грамота на вотчину в награду за его службу.
Алексей Филиппович Кар был начальником Соляной конторы (1680—1756). Его сын Василий Алексеевич (1730—1806), неудачно командовал карательной экспедицией, направленной на подавление восстания Е. И. Пугачёва.

## Описание герба
В щите, имеющем зелёное поле, в нижней части означена Голова серебряного Единорога и над ней поставлено серебряное Стропило с изображением на нём трёх красных Звезд.
Щит увенчан обыкновенным Дворянским Шлемом с дворянской короной. Намёт на щите зелёный и красный, подложенный серебром. Щитодержатели: с правой стороны нагой Муж, держащий на плече Дубину, а с левой стороны Единорог. Девиз: Pro Christo et Patria dulce periculum, (за Христа и отечество приятно страдать). Герб рода Кар внесён в Часть 4 Общего гербовника дворянских родов Всероссийской империи, стр. 76.

## Известные представители
- Кар Гавриил Фомич — московский дворянин (1658).
- Кар Алексей Филиппович (1680—1756) — российский государственный и военный деятель, статский советник.
- Кар Василий Алексеевич (1730 — 25 февраля (9 марта) 1806, Москва) — генерал-майор, участник Семилетней войны, командующий первой правительственной карательной экспедицией, направленной на подавление восстания Е. И. Пугачёва.
- Кар Екатерина Алексеевна (1724—1804) — статс-дама императрицы Елизаветы Петровны, жена князя Петра Михайловича Голицына (с 06 ноября 1745).